# Meleoma nahoa
Meleoma nahoa är en insektsart som först beskrevs av Banks 1949.  Meleoma nahoa ingår i släktet Meleoma och familjen guldögonsländor. Inga underarter finns listade i Catalogue of Life.